# Jedlnia (gromada)
Jedlnia (do 28 II 1956 Kieszek) – dawna gromada, czyli najmniejsza jednostka podziału terytorialnego Polskiej Rzeczypospolitej Ludowej w latach 1954–1972.
Gromady, z gromadzkimi radami narodowymi (GRN) jako organami władzy najniższego stopnia na wsi, funkcjonowały od reformy reorganizującej administrację wiejską przeprowadzonej jesienią 1954 do momentu ich zniesienia z dniem 1 stycznia 1973, tym samym wypierając organizację gminną w latach 1954–1972.
Gromadę Jedlnia z siedzibą GRN w Jedlni utworzono 29 lutego 1956 roku w powiecie kozienickim w woj. kieleckim w związku z przeniesieniem siedziby GRN gromady Kieszek z Kieszka do Jedlni i przemianowaniem jednostki na gromada Jedlnia.
Gromadę planowano znieść 1 stycznia 1958 przez włączenie jej obszaru do gromady Poświętne, lecz datę tę zmieniono ostatecznie na 1 stycznia 1959.